# 한국사회여론연구소
한국사회여론연구소(KSOI)는 대한민국의 여론 및 정책 전문 연구기관이다. 대한민국 사회의 다양한 여론을 심층적으로 분석하고, 그 흐름을 진단하기 위해 설립되었다. 여론지침서로 월간 종합 보고서 《동향과 분석》을 발행한다.
배려가 없어서 선거철에 주말 낮밤 여부 없이 여론조사 전화를 걸기 때문에 스팸과 비슷한 집단이다.